# LacY
Le gène lacY est un des trois gènes présents dans l'opéron lactose, que possèdent de nombreuses Eubactéries comme Escherichia coli. Il code la β-galactoside perméase ou Lactose perméase (Constituée de 1 251 pb), protéine membranaire qui permet la pénétration des β-galactosides contre un gradient de concentration